# Hypoplazie
Hypoplazie znamená nekompletní nebo opožděný buněčný vývoj.
Pojem pochází z řeckého ὑπo- hypo-, „pod“ + πλάσις plasis, „tvar, formace“ a adjektivem je hypoplatický. Tento pojem je široce užíván v mnoha analogických významech, nejde ani o opak hyperplazie, protože není zpravidla vrozená, ani o masivnější poruchu (aplazii), ale správný význam odkazuje na vrozenou nevyvinutost buněk anebo jejich nízký počet (oproti zdravému, fyziologickému stavu).